# ريتش دونوفان
يشتهر ريتش دونوفان بتتبعه لتقاطع ربحية الشركات مع التزامها بتوظيف الأشخاص ذوي الإعاقة وتطبيق أفضل الممارسات. ويُنشر مؤشره للعائد على الإعاقة على بلومبرغ، ويُستخدم أساسًا لسندات التداول المتداولة من قِبل بنك باركليز في بورصة نيويورك أركا.

## إمكانية الوصول والعمل المالي
تطوير مؤشر العائد على الإعاقة
دونوفان هو مؤسس العديد من شركات الأبحاث والاستشارات التي ساهمت في إثراء دراسة الجدوى للشركات والحكومات في سوق ذوي الإعاقة. في عام 2008، أسس ما يُعرف الآن باسم " مجموعة العائد على الإعاقة ". تساعد "تقارير العائد على الإعاقة" التي تقدمها المنظمة، بالإضافة إلى نماذج أخرى، الشركات على فهم أدائها بناءً على عوامل الإعاقة المرتبطة بالربحية. كما تُنتج المنظمة مؤشرات العائد على الإعاقة لأسواق الولايات المتحدة وكندا. تُحدد هذه الأدوات المالية "الشركات العامة التي تحقق أداءً متفوقًا في سوق ذوي الإعاقة". تُنشر بلومبرج إل بي يوميًا مؤشري آر او دي الولايات المتحدة 100 وآر أو دي كندا 50. يتتبع هذان المؤشران أسهم 100 شركة تُقدم أفضل الخدمات للأشخاص ذوي الإعاقة.
الجير
في عام 2006، أسس دونوفان منظمة "لايم كونيكت"، وهي منظمة تهدف إلى توفير فرص عمل للأشخاص ذوي الإعاقة. وتتمثل فكرة "لايم كونيكت" في "التواصل مع ألمع الأشخاص ذوي الإعاقة من جميع التخصصات". وقد كانت النتائج مبهرة، حيث ساهم برنامج "لايم كونيكت" للزمالة في توظيف 20 شابًا في عام 2011 وحده، ستة منهم وظفتهم جوجل. ومن بين الشركات الأخرى التي تعاونت معها "لايم" بيبسيكو، وبنك أوف أمريكا/ميريل لينش، وآي بي إم، وبنك تي دي.
المفاهيم الأساسية
باعتباره أحد رواد الأعمال الأوائل في مجال إمكانية الوصول، ركز دونوفان على ما يلي:
- خرائط طريق استراتيجية للشركات لتحقيق أقصى استفادة من إمكانية الوصول. ما الذي ينجح ضمن أطرها الاستراتيجية؟
- ما هي ممارسات إمكانية الوصول التي تعمل على تعزيز القيمة في شركات محددة، والتي بدورها تعمل على تعزيز عوائد المستثمرين.
- مفهوم القيمة المشتركة بحيث تأتي السنوات العشر القادمة من النمو من الأسواق غير التقليدية مثل أسواق الأشخاص ذوي الإعاقة.

تعليم
حصل دونوفان على بكالوريوس إدارة الأعمال في التمويل من كلية شوليتش لإدارة الأعمال بجامعة يورك (1993-1997)، وماجستير إدارة الأعمال من كلية كولومبيا للأعمال (2000-2002). عمل متداولًا لدى ميريل لينش. وهو مصاب بالشلل الدماغي.

## الأوسمة والجوائز
- ميدالية اليوبيل الماسي للملكة إليزابيث الثانية، مستشارية الشرف، مكتب سكرتير الحاكم العام لكندا، فبراير 2013.
- جائزة ملازم الحاكم للمتطوعين المجتمعيين، ملازم حاكم أونتاريو، أغسطس 2014.
- القيادة في التنوع والشمول، ميريل لينش وشركاه، أبريل 2006.
- بطل التغيير، مؤسسة بوبل-آيكن، أكتوبر 2008.
- جائزة كوربيت ريان للمسارات الرائدة.
- الأكاديمية الأمريكية للشلل الدماغي وطب النمو، Pathways.org، أكتوبر 2013.
- جائزة الحياة بلا حدود للتميز، جمعية الشلل الدماغي المتحدة، أبريل 2008.

تجربة التطوع والقضايا
- نائب رئيس مجلس إدارة مؤسسة أبحاث الشلل الدماغي الدولية، يناير 2007 حتى الآن.
- 1997 مرشح للبرلمان الفيدرالي - حزب المحافظين في يورك ويست بكندا، مايو 1997.
- عضو مجلس أمناء جمعية الشلل الدماغي المتحدة، يناير 2008 – سبتمبر 2014.
- عضو لجنة الاستثمار - جمعية الشلل الدماغي المتحدة، يناير 2008 حتى الآن.

المنشورات
التقرير السنوي الأساسي الذي تنشره مجموعة العائد على الإعاقة هو "الاقتصاد العالمي للإعاقة".